# Macaranga tessellata
Macaranga tessellata är en törelväxtart som beskrevs av Andrew Thomas Gage. Macaranga tessellata ingår i släktet Macaranga och familjen törelväxter. Inga underarter finns listade i Catalogue of Life.